# Ouled Moussa
Ouled Moussa är en ort i Algeriet.   Den ligger i provinsen Boumerdès, i den norra delen av landet, 30 km öster om huvudstaden Alger. Ouled Moussa ligger 115 meter över havet och antalet invånare är 13 474.
Under den franska kolonialtiden hette orten Saint-Pierre-Saint-Paul. 